# صادق کلهر
صادق کلهر اسکی باز  معلول ایرانی است. او در سن ۱۸ سالگی در یک حادثه اسکی پای چپ خود را از دست داده‌است. او تنها بازیکن ایرانی است که در پنج رقابت متوالی بازی‌های پارالمپیک زمستانی شرکت کرده‌است. این رقابت‌ها در ۱۹۹۸، ۲۰۰۲، ۲۰۰۶، ۲۰۱۰ و ۲۰۱۴ رخ داده‌است.

## حرفه
صادق کلهر از ۱۸ سالگی در تیم ملی جوانان اسکی بازی می‌کرد تا اینکه در یکی از مسابقات بین‌المللی جام دهه فجر در برخورد با کابل اله اسکی پای چپ خود را از دست می‌دهد. او از آن زمان به بعد اسکی را در تیم ملی معلولان ادامه داد. کلهر از سال ۱۳۷۶ تا ۱۳۹۶ به مدت ۲۰ سال عضو تیم ملی معلولان بود و در سال ۱۳۹۶ از تیم ملی خداحافظی کرد.
کلهر در سال ۲۰۱۴ در بازی‌های پارالمپیک زمستانی ۲۰۱۴ در شهر سوچی شرکت کرد. او در نهایت با مجموع زمان ۲:۰۱:۲۴ در بخش اسکی مارپیچ کوچک در جایگاه بیستم رقابت‌ها قرار گرفت.
صادق کلهر در حال حاضر رئیس کمیته جوانان و مشاور فنی فدراسیون می‌باشد.

## جوایز و افتخارات
- مقام دوم در مسابقات پارا اسکی کاپ آسیا[۹]
- قهرمانی در مسابقات بین‌المللی پارا اسکی[۱۰]